# Kevin Mantilla
Kevin Andrés Mantilla Camargo (Bogotá, Colombia; 22 de mayo de 2003) es un jugador de futbol. Juega de defensa central y su equipo actual es el Deportivo Independiente Medellín de la Categoría Primera A.

## Trayectoria
Formado en las inferiores del Independiente de Santa Fe, Mantilla fue promovido al primer equipo en 2022.
El 27 de julio de 2023, el defensor fichó en el Talleres de Córdoba de la Primera División de Argentina.

## Selección nacional
Disputó el Campeonato Sudamericano Sub-20 de 2023, donde llamó la atención de clubes europeos.

## Estadísticas

### Clubes
Actualizado al último partido disputado el 5 de mayo de 2023.
| Club                                 | Div.          | Temporada     | Liga  | Liga  | Copas nacionales | Copas nacionales | Copas internacionales | Copas internacionales | Total | Total |
| Club                                 | Div.          | Temporada     | Part. | Goles | Part.            | Goles            | Part.                 | Goles                 | Part. | Goles |
| ------------------------------------ | ------------- | ------------- | ----- | ----- | ---------------- | ---------------- | --------------------- | --------------------- | ----- | ----- |
| Independiente de Santa Fe · Colombia | 1.ª           | 2022          | 25    | 0     | 1                | 0                | —                     | —                     | 26    | 0     |
| Independiente de Santa Fe · Colombia | 1.ª           | 2023          | 6     | 0     | 0                | 0                | 3                     | 1                     | 9     | 1     |
| Independiente de Santa Fe · Colombia | Total club    | Total club    | 31    | 0     | 1                | 0                | 3                     | 1                     | 35    | 1     |
| Total carrera                        | Total carrera | Total carrera | 31    | 0     | 1                | 0                | 3                     | 1                     | 35    | 1     |